# 衣尾效應
衣尾效應（英語：Coattail effect），或稱依偎效應、西瓜效應。指趨炎附勢，基於自身利益，向勢力強大或局勢較有利一方倒戈的情況，貶義即稱為牆頭草、騎牆派。

## 語源
西瓜效應一詞源於臺灣俚語「西瓜倚大爿」，直譯是挑揀較大的西瓜剖片，引申「趨炎附勢」的意思。
在英文語境中，Coattail effect源於片語「on the coat tails of」，直譯為「在…的衣尾上」，意為「依靠…的幫助」。在美國政治環境中，美國大選（指總統跟國會同時選舉）領先之總統候選人能讓其所屬政黨獲得較多席次，有利形成多數派政府。反之在期中選舉，執政黨可能因施政爭議而流失國會席次並成為少數派政府。

## 参見
- 投機主義